# Kwon Soon-woo
Kwon Soon-woo (Sangju, 2 de dezembro de 1997) é um tenista profissional sul-coreano.
Começou sua carreira profissional em 2015. Conquistou seu primeiro título a nível ATP em 2021, quando venceu o torneio ATP de Astana. Em 2023, ganhou o torneio ATP de Adelaide após classificar-se como lucky loser. Tornou-se, então, o primeiro sul-coreano a vencer múltiplos títulos do ATP Tour.